# Copropriété
La copropriété est l'organisation d'un immeuble bâti ou groupe d'immeubles bâtis dont la propriété est répartie par lots, entre plusieurs personnes partageant le même toit pour leur logement mais qui ne se connaissent pas forcément, chaque lot comprenant une partie privative et une quote-part des parties communes.
La copropriété se distingue de la propriété partagée. Dans ce dernier cas, la propriété d’un immeuble bâti n'est pas répartie en lots, mais revient à plusieurs propriétaires qui peuvent bénéficier d'un certain nombre de droits ou avantages sur le bien, comme une période annuelle de jouissance du bien, une priorité d'accès, le partage des revenus, ou encore des tarifs réduits.
La copropriété est une notion légale qui varie selon la loi applicable (Belgique, France, Québec).
En anglais américain, les immeubles divisés en copropriété sont appelés « condominiums » (souvent abrégé en « condo »). Ces deux vocables sont repris en québécois. En Australie et en Colombie-Britannique, la loi utilise le terme « strata ». Le terme « commonhold » est usité au Royaume-Uni.

## Belgique
Les articles 577-2 à 577-14 du Code civil belge organisaient la copropriété belge depuis une loi du 30 juin 1994 légèrement adaptée en 1995, 2010 et 2012, 2019 mais essentiellement utile pour faciliter le recours en justice du fournisseur ou de l'immeuble voisin qui ne doit désormais plus rechercher l'identité de tous les copropriétaires afin que son assignation judiciaire soit valable depuis l'octroi de la personne morale à la copropriété forcée à la suite des travaux académiques et parlementaires.
Ce n'est pas une loi d'ordre public.

## France

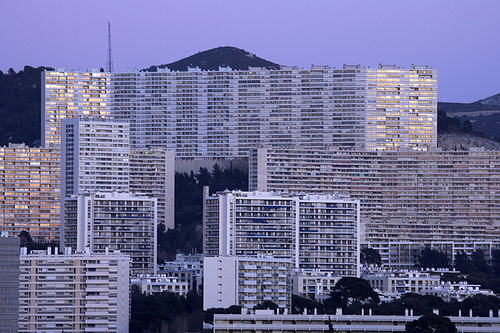
Le quartier de La Rouvière à Marseille (9e arrondissement), construit par Xavier Arsène-Henry dans les années 1960, une immense copropriété de 2161 logements et près de 4500 habitants (Insee 2012).

En France, le premier texte spécifique à ce nouveau statut fut la loi du 28 juin 1938. Elle a été abrogée et remplacée par la loi du 10 juillet 1965, encore en vigueur aujourd’hui, bien qu’ayant fait l’objet de nombreuses modifications. Parmi les réformes majeures, la loi Solidarité et Renouvellement Urbains (SRU) du 13 décembre 2000 a marqué un tournant en renforçant la transparence dans la gestion des copropriétés et en modernisant le rôle du syndic. Depuis, plusieurs lois — dont les ordonnances de 2019 prises en application de la loi ELAN — ont poursuivi cet effort de clarification et d’adaptation aux enjeux contemporains (rénovation énergétique, prévention des impayés, gouvernance).
Cet arsenal législatif donne lieu à un contentieux abondant et diversifié, notamment en matière d’annulation d’assemblées générales, de responsabilité du syndic, ou encore de travaux réalisés en méconnaissance des règles de majorité ou sans autorisation.
Le nombre de logements en copropriété s'élève en France à près de 7,6 millions sur un total de 29,5 millions de logements comprenant appartements et pavillons (Insee, enquête logement de 2002). La copropriété est un phénomène essentiellement urbain puisque près des deux tiers se trouvent dans des agglomérations de plus de 200 000 habitants et que 30 % des logements en copropriété en France sont en région parisienne.
Ce régime particulier de la propriété immobilière s'est imposé du fait du nombre croissant d'immeubles de rapport appartenant, comme il était d'usage quasi général jusqu'au XIXe siècle, à un seul propriétaire, et qui se sont trouvés vendus par lots à des propriétaires différents. Ce cas de figure jadis exceptionnel, devenant commun au cours du XXe siècle, amena le législateur à faciliter la gestion et l'entretien de ces immeubles « divisés » et à encadrer des problèmes nouveaux, inconnus dans les maisons d'autrefois : parties communes, frais d'entretien répartis, etc.
Parly 2 est la plus grande copropriété de France et d'Europe.
Plusieurs annuaires des copropropriétés existent:
Le registre vise à recenser les copropriétés à usage d’habitat. Il permet de procéder en ligne à l’immatriculation et à la mise à jour des données d’une copropriété par son représentant légal ou par un notaire, et d’accéder à un annuaire et à des données statistiques. Les données collectées contribuent aux politiques publiques à destination des copropriétés.
En vertu de l'article L711-2 du code de la construction et de l'habitation, les données du registre doivent être publiées notamment:
- Le nom, l'adresse, la date de création du syndicat, le nombre et la nature des lots qui composent la copropriété ainsi que, le cas échéant, le nom du syndic ;
- si le syndicat fait l'objet d'une procédure prévue aux articles 29-1 A ou 29-1 de la loi n° 65-557 du 10 juillet 1965 fixant le statut de la copropriété des immeubles bâtis ou à l'article L. 615-6 du présent code ;
- si le syndicat fait l'objet d'un arrêté pris en application du chapitre Ier du titre Ier du livre V du présent code.

## Québec
La copropriété est traitée au Québec comme une modalité de la propriété. On dit que la copropriété est divise lorsque le droit de propriété se répartit entre les propriétaires par fractions comprenant chacune une partie privative, matériellement divisée, et une quote-part des parties communes.
C'est la raison pour laquelle les articles relatifs à la copropriété se retrouvent dans le titre deuxième du Code civil du Québec, intitulé DE LA PROPRIÉTÉ. Les articles 1009 et suivant du Code civil du Québec organisent la copropriété par un dispositif fortement inspiré de la loi du 10 juillet 1965 française. Les juristes canadiens ont très soigneusement consulté le droit positif français afin d'organiser une situation qui reste délicate sous tous les régimes juridiques. Les articles 1012 à 1037 concernent la copropriété indivise. Les articles 1038 à 1109 concernent la copropriété divise. Le terme américain condominium est souvent utilisé informellement.
Pour la réforme du Code civil entré en vigueur le 1er janvier 1994, le législateur québécois s'est aussi inspiré d'autres régimes plus proches de son territoire comme la législation de l'Ontario ainsi que celle de plusieurs États américains (Connecticut, etc.).
La copropriété est dite par indivision lorsqu'elle ne s'accompagne pas d'une division matérielle du bien.

## Maroc
Au Maroc, depuis 2024, les syndicats de copropriété d’immeubles construits doivent suivre des normes comptables pour chaque exercice comptable. Cela est rendu obligatoire par le gouvernement marocain par un projet de décret no 2.23.70, approuvé le 21 décembre 2023 en Conseil de gouvernement. La loi 18.00 réglemente le statut des copropriétés d’immeubles construits. La gestion des comptes doit contenir un budget prévisionnel et ses annexes, les charges et les produits de l’exercice.